# Урсидос (футбольный клуб, Кишинёв)
«Урсидос» — бывший молдавский профессиональный футбольный клуб из Кишинёва, существовавший с 2010 до 2011 года. В сезоне 2010/11 команда выступила в Дивизионе А и Кубке Молдавии. Домашние матчи «Урсидос» проводил на стадионе «ЦПСМ» в Вадул-луй-Водэ.

## История

### Сезон 2010/11
Целью клуба на первый сезон стал выход в Национальный дивизион. Для этой цели летом клуб пополнили Дмитрий Гушиле и защитник Вииторула Виталий Мардарь.
Свой первый матч команда провела 5 августа 2010 года с «Сфынтулом Георге-2», в нём Кишинёвская команда уверенно одержала победу со счётом 2:0. Но не смотря на уверенную победу в первом матче в следующих трех турах команда не смогла одержать победу, три раза сыграв в ничью. 15 сентября команда впервые сыграла в Кубке Молдавии где разгромно победила «Даву Сороку» со счётом 5:1. 22 сентября клуб успешно преодолел второй раунд кубка обыграв со счётом 2:0 «Тигину». Но уже в следующем раунде «Белые медведи» минимально уступили будущему победителю турнира «Искре-Сталь», это поражение стало для «Урсидоса» первым в истории.
Весной 2011 года в клуб пришёл почётный президент «Дачии» Габриэль Стати, а новым главным тренером стал румын Габриэль Стан.

### Прекращение существования
По итогам сезона 2010/11 команда заняла второе место, уступив первую строчку «Локомотиву», однако тот не подал документов на вступление в Супер лигу. Его место должен был занять «Урсидос», однако клуб не смог пройти лицензирование из-за отсутствия сообственного стадиона. В том же году клуб объединился с «Милсами».

## Символика и форма

### Клубные цвета
| Красный | Черный |

Цветами клуба были красный и чёрный

## Статистика выступлений
Всего клуб провел 31 матч, в которых одержал 18 побед, 10 раз сыграл в ничью и 3 раза проиграл.

### Первенство
| Сезон           | Турнир          | Место           | И  | В  | Н  | П | МЗ | МП | РМ  | О  |
| --------------- | --------------- | --------------- | -- | -- | -- | - | -- | -- | --- | -- |
| 2010/11         | Дивизион A      | 2 (из 15)       | 28 | 16 | 10 | 2 | 63 | 17 | +46 | 58 |
| Всего: 1 турнир | Всего: 1 турнир | Всего: 1 турнир | 28 | 16 | 10 | 2 | 63 | 17 | +46 | 58 |

### Кубок
| Сезон           | Раунд           | И | В | Н | П | МЗ | МП | РМ |
| --------------- | --------------- | - | - | - | - | -- | -- | -- |
| 2010/11         | 1/8             | 2 | 1 | 0 | 1 | 2  | 1  | +1 |
| Всего: 1 турнир | Всего: 1 турнир | 3 | 2 | 0 | 1 | 7  | 2  | +5 |